# Костас Скандалідіс
Костас Скандалідіс (грец. Κώστας Σκανδαλίδης, 11 січня 1953, Кос) — грецький політик, колишній міністр у справах розвитку сільських районів і продовольства.

## Біографія
Костас Скандалідіс народився 1953 року на острові Кос. Вивчав електротехніку в Національному технічному університеті Афін.
Вперше обраний членом Грецького парламенту за партійним списком ПАСОК на загальних виборах 1989 року. Обирався секретарем Центрального Комітету ПАСОК тричі в період з 11 жовтня 1995 року до 22 жовтня 2001. Був кандидатом на пост мера Афін на місцевих виборах 2006 року, на яких отримав 28,84% виборців, після чого його платформа стала основною опозиційною силою.
Після парламентських виборів 2007 року, на яких ПАСОК зазнала поразки, Костас Скандалідіс висунув свою кандидатуру у керівники партії. На загальнопартійних виборах, які відбулися 11 листопада 2007 року, він посів третє місце із 5,74% голосами виборців, поступившись чинному лідеру партії Йоргосу Папандреу й Евангелосу Венізелосу.
Костас Скандалідіс, починаючи від середини 1990-х років обіймав такі урядові посади:
- міністра Егейського моря і острівної політиці (13 жовтня 1993 — 8 липня 1994 року)
- міністр внутрішніх справ (8 липня 1994 — 15 вересня 1995 року)
- міністр внутрішніх справ і громадського порядку (24 жовтня 2001 — 10 березня 2004 року)

Після приходу 2009 року ПАСОК до влади 7 вересня 2010 року призначений міністром у справах розвитку сільських районів і продовольства.